# 俺の空 (パチスロ)
俺の空（おれのそら）は、2006年3月にロデオが製作し、フィールズから発売された、漫画『俺の空』(本宮ひろ志作)とのタイアップパチスロ機。販売台数は2006年9月末現在で約12万4000台（セガサミーホールディングスの決算発表資料による）。

## 概要
『サラリーマン金太郎』に続く本宮キャラクター第2弾。4.7号機に属する。パチンコホールへの設置期限の関係から、事実上本機が最後の4号機となった。保安通信協会（保通協）における型式名は「R-F」。イメージキャラクターに清原和博を採用し、清原パネルバージョンもリリースされている。
ストック機能を搭載し、ストックの放出機会としてリプレイが4回連続した時を主な放出機会とした。そのリプレイの確率が高まる機会として「俺タイム」があり、この時は15ゲーム間で7回のリプレイが出現すればストックを放出する。ボーナス放出後は約50%～58.5%（設定毎に異なる）の確率で連荘モード（通称「俺モード」）に入り、143（前兆G数10Gの為）ゲーム以内にボーナスを放出する。「俺モード」中も通常モードと同様に、ボーナス放出後約50%の確率で連荘モードに入るため、連荘モードがループすることで出玉の増加が期待できる。
また、リプレイが5回連続すると、約80%の確率（設定6のみ約66%）で連荘モードをループする大連チャンモード（通称「スーパー俺モード」）に必ず突入する（ただしボーナス終了時に転落抽選を行うので、最悪の場合ボーナスが単発で＝リプレイ5連時のボーナスだけで終わることもある）。
つまり、ボーナスの連打は「俺タイム」によるリプレイの連続によるボーナスの放出により、ボーナス放出確率の高いモードに入ることによって主に起こるのである。
2007年9月30日で検定切れとなり、撤去された。

## 特徴
- 液晶上の通常演出は一平の旅の風景(星空＞夕焼け＞青空の順にチャンスだが、必ずしも内部モードとはリンクしていない)で、原作の主なキャラクターが一平に絡んでいく。
- 通常は俺タイム抽選低確率、高確率の2つのモードを主に行き来している。
- 主にチャンス目、バッグ、チェリー、またはリプレイ3G連続の当選の一部によってモード昇格が起こる。
- 俺タイムの演出は一平がゴルフのドライバーショットにより、その先の風船を割っていくものになる。風船は周りに6個の黄色い風船と中央に一個の赤い風船（Vと描かれている）があり、普通はリプレイごとに黄色い風船が割れていく。7個すべて割るか、4個連続して割るかのいずれかでボーナス放出確定となる。突然Vバルーンを割ったり、ホールインワンを決めたりすることも・・・
- 普通は15球で終了となるが、たまに一旦終了して「まだまだぁ～！」と一平が叫び「あと？球」という表示に変わる。すると128球まで延長され、実質ボーナス放出まで延長されることになる。
- 俺タイムでは、4連続まではリプレイ確率が上がっていて、4回成立＝ボーナス放出確定後は通常の確率に戻るが、そこでもう1回リプレイを引いて「大連チャンモード（スーパー俺モード）」に入ることは多々ある。
- 俺タイム中はチャンス目によるボーナス放出確率も上がっていて、チャンス目による解除(1/2)も起こる。その場合はホールインワン演出よりボーナス確定画面に発展する。
- 俺タイム終了後は内部モードが低確率、高確率、俺タイム潜伏モードに主に振り分けられるが、時に連チャンモードに振り分けられることがある。
- 連チャンの2つのモード中には通常の放出機の他にバッグやチャンス目によってボーナスの放出が起こる。
- 連チャンモードでは約50%、大連チャンモードでは約80%（設定6のみ約66%）の確率で同じモードをループする。
- 前兆モード以上が確定する液晶上のプレミア演出が多い。『ダブルチャレンジ』の天使など、いわゆるロデオキャラが登場する演出もある。
- 俺モードに滞在中は俺タイムの抽選はしない。逆に言えば、ボーナス後143G以内に「俺タイム」に突入した場合、俺モード滞在が否定される。

## 俺の空 ～蒼き正義魂～
事実上の続編にあたり、同じくロデオより2010年12月に発売。ART搭載の5号機。なお本機種では「第2部」にあたる『俺の空・刑事編』を素材として使用。マイスロ対応機種。詳細は俺の空 〜蒼き正義魂〜を参照のこと。

## ゲーム機
- 実戦パチスロ必勝法!俺の空（セガ、2006年3月、PlayStation 2用ゲームソフト）
- 現在は、オンラインゲームサイト『777town.net』、携帯サイト『サミー777タウン』（サミーネットワークス）にてプレイが可能である。